# Uredinopsis macrosperma
Uredinopsis macrosperma är en svampart som först beskrevs av Mordecai Cubitt Cooke, och fick sitt nu gällande namn av Paul Wilhelm Magnus 1904. Uredinopsis macrosperma ingår i släktet Uredinopsis och familjen Pucciniastraceae.   Inga underarter finns listade i Catalogue of Life.